# Short Cut to Hollywood
Short Cut To Hollywood ist eine deutsche Filmsatire aus dem Jahr 2009 von Jan Henrik Stahlberg und Marcus Mittermeier. Die beiden spielen die Hauptrollen, das Drehbuch stammt von Stahlberg. Der Film hatte seine Premiere im Februar 2009 während der 59. Internationalen Filmfestspiele Berlin. Der deutschlandweite Start erfolgte am 24. September 2009. Vor dem Kinostart wurde durch geplante Falschmeldungen über einen fiktiven Selbstmordanschlag Medienaufmerksamkeit auf den Film gelenkt.

## Handlung
Johannes Friederich Salinger, Mitte 30, Versicherungsangestellter, findet, dass er bisher nichts Großartiges in seinem Leben vollbracht hat. Er möchte nicht irgendwann unbekannt sterben und macht sich daher zusammen mit seinen beiden Freunden Matt und Chrismon von Berlin aus auf in die Vereinigten Staaten, um berühmt zu werden. Mit ihrer Band, den Berlin Brothers, die trashige Songs auf Englisch singt, haben sie keinen Erfolg, und so lassen sie sich etwas ausgefalleneres einfallen: Johns Plan ist es, sich vor laufender Kamera zuerst amputieren und letztendlich töten zu lassen.
Die drei landen in New York City. Johannes nennt sich nun John F. Salinger. Er trifft auf Roseanne May und will sie kennenlernen, es ergibt sich aber nichts.
Die Freunde reisen nach Florida, wo sie einen Sponsor für ihr Vorhaben suchen, werden jedoch abgewimmelt, auch nach den beiden ersten geglückten Amputationen; erfolgreich hat Chrismon John einen Finger vor laufender Kamera sowie einen Arm entfernt. Mit dem amputierten Arm, in einem durchsichtigen mit rötlicher Flüssigkeit gefüllten Behälter, platzen sie unangemeldet bei ihrem gewünschten Sponsor während einer Besprechung herein. Der Behälter bricht und ergießt sich über den Besprechungstisch. Sie erkennen, dass sie ein medienwirksameres Auftreten brauchen, stürmen als die Baghdad Street Boys in ein kleines Restaurant und holen eine Bombe hervor. Sie werden als Selbstmordattentäter verstanden und rufen Panik hervor. Das amerikanische Fernsehen berichtet davon in den Nachrichten, es stellt sich jedoch heraus, dass die vorgebliche Bombe nur Toilettenpapier-Rollen waren. Die drei werden verhaftet und kommen ins Gefängnis.
Der Sender VPK wittert eine gute Story, zahlt die Kaution und setzt Paula Martini auf sie an. Der Sender startet eine großangelegte Show über das Vorhaben von John F. Salinger. Seine nächsten Amputationen sowie sein Tod werden geplant und tatsächlich wird er dadurch einem großen Publikum bekannt, bis zurück nach Deutschland. Die drei reisen währenddessen von der Ostküste bis nach Los Angeles.
Zu dieser Zeit trifft John in einer Bar auf Shannon und es entwickelt sich eine Liebesbeziehung. Kurz bevor die Amputation von Johns Bein ansteht, entschließt er sich, Shannon zu heiraten, weshalb die Amputation und Live-Sendung dazu verschoben werden müssen.
Die vier gehen campen. Am Abend vor der Hochzeit lassen sie sich in einer Kneipe volllaufen. Matt und Chrismon finden, dass John Shannon nicht heiraten sollte, und hecken einen hinterhältigen Plan aus. Chrismon hat Geschlechtsverkehr mit Shannon, was er am nächsten Tag unmittelbar vor der Hochzeit John erzählt. Der kann nicht fassen, was Shannon ihm angetan hat, und trennt sich von ihr.
In Los Angeles angekommen sind die drei bereits so berühmt geworden, dass sie ein riesiges Konzert mit mehreren Tausend Besuchern haben, bei dem sie ihre Songs singen. Die ganze Stadt ist in Aufruhr über John F. Salinger.
Als der Tag seines Todes gekommen ist, wird John in ein Bett gelegt, welches auf dem Dach eines Hochhauses aufgestellt wurde. Hier soll er seine tödlichen Spritzen von seinen beiden Freunden erhalten. Zuerst kommt unangekündigt, jedoch vom Sender geplant, Johns Mutter aus Deutschland, die traurig versucht ihn umzustimmen. Zu einem weiteren Gespräch kommt es nicht.
Zehn Minuten vor der geplanten Live-Schaltung gibt der Sender John und seinen Freunden ein letztes Mal die Gelegenheit, miteinander zu sprechen. Matt und Chrismon sagen John, dass sie ihn unmöglich töten können, und bitten ihn darum, endlich aufzuhören. John stimmt überraschend zu, und die beiden gehen, um Bier zu holen. Als sie wiederkommen, tötet sich John selbst mit einer Pistole.
Der Abspann behauptet, dass das Fernsehteam sofort live filmte und die Kameras nicht ausgeschaltet wurden. Aufgrund dieses Ereignisses hätten 147 weitere Personen Selbstmord begangen.

## Hintergrund

### Entstehung
Die Texte zu den Songs, die John während des Filmes singt, sind wie auch das Drehbuch von Stahlberg geschrieben.
Nach einer Vorstellung während der Berlinale erzählte Stahlberg, dass ihm die Idee zu dem Drehbuch bereits 1995 gekommen war, während er in Brüssel Schauspiel studierte. Er habe dort eine Fernsehsendung gesehen, die einen älteren Menschen auf seinem Weg zum Tod begleitete (es ging um Euthanasie). Er sagte, er habe es einfach nicht fassen können, wie auch ganz am Schluss die Kameras einfach weiterliefen.
Der Film musste mit einem geringen Budget auskommen, das fast ausschließlich durch Filmförderungen zustande kam. Da die Drehgebühren bei den Rocky Mountains in der Umgebung von LA zu hoch waren, musste sich das Team einen entlegeneren Ort suchen, der nur eine eingeschränkte Straßenanbindung hatte, und das Team musste alle Utensilien den Felsen hinuntertragen. Für eine Konzertszene in Las Vegas wurde, wegen fehlender Lichtausstattung, das hellste Casino der Stadt gesucht und davor mit Limousinen die Straße gesperrt.
Das Konzert gegen Ende des Filmes war in Wirklichkeit ein Konzert der Band Die Ärzte, welches das Filmteam begleiten durfte.

### Bluewater-Affäre
Die Bluewater-Affäre von 2009 ist ein herausragendes Beispiel für Guerilla-Marketing, das erhebliche Kontroversen auslöste und die Grenzen der Werbung sowie die Verantwortung der Medien in den Fokus rückte. Die Kampagne wurde von den Filmemachern Jan Henrik Stahlberg und Marcus Mittermeier inszeniert, um für ihren Film Short Cut to Hollywood zu werben. Sie kreierten eine fiktive Geschichte über einen Terroranschlag in der nicht existierenden Stadt Bluewater, Kalifornien, die durch die Deutsche Presse-Agentur (dpa) und andere Medien verbreitet wurde.
Die Nachricht wurde zunächst als real behandelt und löste eine schnelle und breite Berichterstattung aus. Die Medien, unter Zeitdruck stehend, überprüften die Quellen nicht ausreichend. Die Falschmeldung wurde durch professionell gestaltete gefälschte Websites, Videos und Wikipedia-Einträge unterstützt, die die Existenz von Bluewater und den Anschlag suggerierten.
Die Affäre führte zu einer breiten öffentlichen Diskussion über journalistische Standards und die ethischen Grenzen der Werbung. Sie zeigte auf, wie leicht Medien manipuliert werden können, wenn sie unter Druck schnell berichten müssen. Die schnelle Verbreitung der Falschmeldung ohne gründliche Überprüfung führte zu einer Blamage für die beteiligten Medien, insbesondere die dpa, die die Nachricht als erste verbreitete.
Als Reaktion auf die Affäre und die daraus resultierende Kritik verschärfte die dpa ihre Bestimmungen für die Prüfung von Meldungen und deren Quellen. Dies war ein direktes Ergebnis der Erkenntnisse, die aus der Affäre gewonnen wurden, und zielte darauf ab, ähnliche Fehler in der Zukunft zu vermeiden.
Die Bluewater-Affäre dient als Lehrstück über die Bedeutung von Sorgfalt und ethischer Verantwortung in der Medienberichterstattung. Sie zeigt, dass die Grenzen zwischen Wahrheit und Fiktion in der modernen Medienlandschaft leicht verschwimmen können und dass die Verantwortung der Medien größer ist als je zuvor.
Insgesamt zeigt die Bluewater-Affäre, wie Guerilla-Marketing die Medienlandschaft herausfordern und die öffentliche Wahrnehmung beeinflussen kann. Sie unterstreicht die Notwendigkeit für Medien, ihre Quellen sorgfältig zu prüfen und die Wahrheit hinter den Nachrichten zu hinterfragen, bevor sie diese veröffentlichen. Die Affäre bleibt ein kritisches Beispiel für die Herausforderungen, denen sich Journalisten im digitalen Zeitalter stellen müssen, und die Bedeutung der Medienethik in einer zunehmend vernetzten Welt.

## Kritiken
„Zu brachial und simpel für eine Mediensatire, die zum Nachdenken anregt, unterhält der Film allenfalls als ruppige Verballhornung medialer Entgleisungen.“

„Doch als Parabel auf Reality-Soaps und Casting-Irrsinn bleibt "Short Cut To Hollywood" bei aller Zeigefreude erschreckend bieder. Was auch daran liegt, dass Stahlberg und Mittermeier, die sonst ihr Geld mit nicht immer rühmlicher öffentlich-rechtlicher Fernsehware verdienen, ihrem Stoff mit distanziertem Abscheu entgegentreten und es deshalb nicht wirklich verstehen in "Short Cut To Hollywood" ein funktionierendes Spiel aus Medienmanipulation und Filmfiktion in Gang zu bringen. Gerechter Ekel ersetzt nun mal nicht die genaue Analyse.“

„So dümpelt der Film vor sich hin, ohne bissig zu werden oder eine zündende Idee zu entwickeln. Hinter dem Zynismus, den die Story geradezu marktschreierisch vor sich herträgt, steckt Bequemlichkeit. Die Billigformate des Trash-TV sollen auf billige Weise kritisiert werden. Der von Stahlberg mit viel Inbrunst vorgetragene Titelsong des Films bleibt von "Short Cut" noch am längsten im Gedächtnis. Leider ersetzt Enthusiasmus kein filmisches Konzept.“